# Saison 2014-2015 des Canadiens de Montréal
Autres saisons
Saison précédente Saison suivante
La saison 2014-2015 est la cent-cinquième saison de hockey sur glace jouée par les Canadiens de Montréal dans la Ligue nationale de hockey.

## Saison régulière

### Classement
| Clt   | Équipe                 | PJ | V  | D  | DP | BP  | BC  | Pts |
| ----- | ---------------------- | -- | -- | -- | -- | --- | --- | --- |
| +001, | Canadiens de Montréal  | 82 | 50 | 22 | 10 | 221 | 189 | 110 |
| +002, | Lightning de Tampa Bay | 82 | 50 | 24 | 8  | 262 | 211 | 108 |
| +003, | Red Wings de Détroit   | 82 | 43 | 25 | 14 | 235 | 221 | 100 |
| +004, | Sénateurs d'Ottawa     | 82 | 43 | 26 | 13 | 238 | 215 | 99  |
| +005, | Bruins de Boston       | 82 | 41 | 27 | 14 | 213 | 211 | 96  |
| +006, | Panthers de la Floride | 82 | 38 | 29 | 15 | 206 | 223 | 91  |
| +007, | Maple Leafs de Toronto | 82 | 30 | 44 | 8  | 211 | 262 | 68  |
| +008, | Sabres de Buffalo      | 82 | 23 | 51 | 8  | 161 | 274 | 54  |

- En gras : vainqueur de division
- En italique : qualifié pour les séries

### Match après match
Ce tableau reprend les résultats de l'équipe au cours de la saison, les buts marqués par les Canadiens étant inscrits en premier.
| No | Date         | Résultat                | Adversaire                | Lieu         | Score | Bilan (V-D-N) | Pts |
| -- | ------------ | ----------------------- | ------------------------- | ------------ | ----- | ------------- | --- |
| 1  | 8 octobre    | victoire                | Maple Leafs de Toronto    | Toronto      | 4-3   | 1-0-0         | 2   |
| 2  | 9 octobre    | victoire                | Capitals de Washington    | Washington   | 2-1   | 2-0-0         | 4   |
| 3  | 11 octobre   | victoire                | Flyers de Philadelphie    | Philadelphie | 4-3   | 3-0-0         | 6   |
| 4  | 13 octobre   | défaite                 | Lightning de Tampa Bay    | Tampa Bay    | 1-7   | 3-1-0         | 6   |
| 5  | 16 octobre   | victoire                | Bruins de Boston          | Montréal     | 6-4   | 4-1-0         | 8   |
| 6  | 18 octobre   | victoire                | Avalanche du Colorado     | Montréal     | 3-2   | 5-1-0         | 10  |
| 7  | 21 octobre   | victoire                | Red Wings de Détroit      | Montréal     | 2-1   | 6-1-0         | 12  |
| 8  | 25 octobre   | victoire                | Rangers de New York       | Montréal     | 3-1   | 7-1-0         | 14  |
| 9  | 27 octobre   | défaite                 | Oilers d'Edmonton         | Edmonton     | 0-3   | 7-2-0         | 14  |
| 10 | 28 octobre   | victoire                | Flames de Calgary         | Calgary      | 2-1   | 8-2-0         | 16  |
| 11 | 30 octobre   | défaite en prolongation | Canucks de Vancouver      | Vancouver    | 2-3   | 8-2-1         | 17  |
| 12 | 2 novembre   | défaite                 | Flames de Calgary         | Montréal     | 2-6   | 8-3-1         | 17  |
| 13 | 4 novembre   | défaite                 | Blackhawks de Chicago     | Montréal     | 0-5   | 8-4-1         | 17  |
| 14 | 5 novembre   | victoire                | Sabres de Buffalo         | Buffalo      | 2-1   | 9-4-1         | 19  |
| 15 | 8 novembre   | victoire                | Wild du Minnesota         | Montréal     | 4-1   | 10-4-1        | 21  |
| 16 | 11 novembre  | victoire                | Jets de Winnipeg          | Montréal     | 3-0   | 11-4-1        | 23  |
| 17 | 13 novembre  | victoire                | Bruins de Boston          | Montréal     | 5-1   | 12-4-1        | 25  |
| 18 | 15 novembre  | victoire                | Flyers de Philadelphie    | Montréal     | 6-3   | 13-4-1        | 27  |
| 19 | 16 novembre  | victoire                | Red Wings de Détroit      | Détroit      | 4-1   | 14-4-1        | 29  |
| 20 | 18 novembre  | défaite                 | Penguins de Pittsburgh    | Montréal     | 0-4   | 14-5-1        | 29  |
| 21 | 20 novembre  | victoire                | Blues de St-Louis         | Montréal     | 4-1   | 15-5-1        | 31  |
| 22 | 22 novembre  | victoire                | Bruins de Boston          | Boston       | 2-0   | 16-5-1        | 33  |
| 23 | 23 novembre  | défaite                 | Rangers de New York       | New York     | 0-5   | 16-6-1        | 33  |
| 24 | 28 novembre  | défaite                 | Sabres de Buffalo         | Buffalo      | 1-2   | 16-7-1        | 33  |
| 25 | 29 novembre  | défaite en fusillade    | Sabres de Buffalo         | Montréal     | 3-4   | 16-7-2        | 34  |
| 26 | 1er décembre | victoire                | Avalanche du Colorado     | Colorado     | 4-3   | 17-7-2        | 36  |
| 27 | 3 décembre   | défaite                 | Wild du Minnesota         | Minnesota    | 1-2   | 17-8-2        | 36  |
| 28 | 5 décembre   | défaite                 | Blackhawks de Chicago     | Chicago      | 3-4   | 17-9-2        | 36  |
| 29 | 6 décembre   | défaite                 | Stars de Dallas           | Dallas       | 1-4   | 17-10-2       | 36  |
| 30 | 9 décembre   | victoire                | Canucks de Vancouver      | Montréal     | 3-1   | 18-10-2       | 38  |
| 31 | 12 décembre  | victoire                | Kings de Los Angeles      | Montréal     | 6-2   | 19-10-2       | 40  |
| 32 | 16 décembre  | victoire                | Hurricanes de la Caroline | Montréal     | 4-1   | 20-10-2       | 42  |
| 33 | 18 décembre  | défaite                 | Ducks d'Anaheim           | Montréal     | 1-2   | 20-11-2       | 42  |
| 34 | 20 décembre  | victoire                | Sénateurs d'Ottawa        | Montréal     | 4-1   | 21-11-2       | 44  |
| 35 | 23 décembre  | victoire                | Islanders de New York     | New York     | 3-1   | 22-11-2       | 46  |
| 36 | 29 décembre  | victoire                | Hurricanes de la Caroline | Caroline     | 3-1   | 23-11-2       | 48  |
| 37 | 30 décembre  | victoire                | Panthers de la Floride    | Floride      | 2-1   | 24-11-2       | 50  |
| 38 | 2 janvier    | victoire                | Devils du New Jersey      | New Jersey   | 4-2   | 25-11-2       | 52  |
| 39 | 3 janvier    | victoire                | Penguins de Pittsburgh    | Pittsburgh   | 4-1   | 26-11-2       | 54  |
| 40 | 6 janvier    | défaite                 | Lightning de Tampa Bay    | Montréal     | 2-4   | 26-12-2       | 54  |
| 41 | 10 janvier   | défaite en prolongation | Penguins de Pittsburgh    | Montréal     | 1-2   | 26-12-3       | 55  |
| 42 | 14 janvier   | victoire                | Blue Jackets de Columbus  | Colombus     | 3-2   | 27-12-3       | 57  |
| 43 | 15 janvier   | défaite                 | Sénateurs d'Ottawa        | Ottawa       | 1-4   | 27-13-3       | 57  |
| 44 | 17 janvier   | victoire                | Islanders de New York     | Montréal     | 6-4   | 28-13-3       | 59  |
| 45 | 20 janvier   | victoire                | Predators de Nashville    | Montréal     | 2-1   | 29-13-3       | 61  |
| 46 | 27 janvier   | victoire                | Stars de Dallas           | Montréal     | 3-2   | 30-13-3       | 63  |
| 47 | 29 janvier   | victoire                | Rangers de New York       | New York     | 1-0   | 31-13-3       | 65  |
| 48 | 31 janvier   | victoire                | Capitals de Washington    | Montréal     | 1-0   | 32-13-3       | 67  |
| 49 | 1er février  | défaite                 | Coyotes de l'Arizona      | Montréal     | 2-3   | 32-14-3       | 67  |
| 50 | 3 février    | défaite                 | Sabres de Buffalo         | Montréal     | 2-3   | 32-15-3       | 67  |
| 51 | 7 février    | victoire                | Devils du New Jersey      | Montréal     | 6-2   | 33-15-3       | 69  |
| 52 | 8 février    | victoire                | Bruins de Boston          | Boston       | 3-1   | 34-15-3       | 71  |
| 53 | 10 février   | victoire                | Flyers de Philadelphie    | Montréal     | 2-1   | 35-15-3       | 73  |
| 54 | 12 février   | défaite en prolongation | Oilers d'Edmonton         | Montréal     | 3-4   | 35-15-4       | 74  |
| 55 | 14 février   | victoire                | Maple Leafs de Toronto    | Montréal     | 2-1   | 36-15-4       | 76  |
| 56 | 16 février   | victoire                | Red Wings de Détroit      | Détroit      | 2-0   | 37-15-4       | 78  |
| 57 | 18 février   | défaite                 | Sénateurs d'Ottawa        | Ottawa       | 2-4   | 37-16-4       | 78  |
| 58 | 19 février   | défaite en fusillade    | Panthers de la Floride    | Montréal     | 2-3   | 37-16-5       | 79  |
| 59 | 21 février   | victoire                | Blue Jackets de Colombus  | Montréal     | 3-1   | 38-16-5       | 81  |
| 60 | 24 février   | victoire                | Blues de Saint-Louis      | Saint-Louis  | 5-2   | 39-16-5       | 83  |
| 61 | 26 février   | victoire                | Blue Jackets de Colombus  | Colombus     | 5-2   | 40-16-5       | 85  |
| 62 | 28 février   | victoire                | Maple Leafs de Toronto    | Montréal     | 4-0   | 41-16-5       | 87  |
| 63 | 2 mars       | défaite                 | Sharks de San Jose        | San Jose     | 0-4   | 41-17-5       | 87  |
| 64 | 4 mars       | défaite                 | Ducks d'Anaheim           | Anaheim      | 1-3   | 41-18-5       | 87  |
| 65 | 5 mars       | défaite en fusillade    | Kings de Los Angeles      | Los Angeles  | 3-4   | 41-18-6       | 88  |
| 66 | 7 mars       | victoire                | Coyotes de l'Arizona      | Arizona      | 2-0   | 42-18-6       | 90  |
| 67 | 10 mars      | défaite en prolongation | Lightning de Tampa Bay    | Montréal     | 0-1   | 42-18-7       | 91  |
| 68 | 12 mars      | défaite                 | Sénateurs d'Ottawa        | Montréal     | 2-5   | 42-19-7       | 91  |
| 69 | 14 mars      | victoire                | Islanders de New York     | New York     | 3-1   | 43-19-7       | 93  |
| 70 | 16 mars      | défaite                 | Lightning de Tampa Bay    | Tampa Bay    | 2-4   | 43-20-7       | 93  |
| 71 | 17 mars      | victoire                | Panthers de la Floride    | Floride      | 3-2   | 44-20-7       | 95  |
| 72 | 19 mars      | victoire                | Hurricanes de la Caroline | Montréal     | 4-0   | 45-20-7       | 97  |
| 73 | 21 mars      | victoire                | Sharks de San Jose        | Montréal     | 2-0   | 46-20-7       | 99  |
| 74 | 24 mars      | défaite en prolongation | Predators de Nashville    | Nashville    | 2-3   | 46-20-8       | 100 |
| 75 | 26 mars      | défaite                 | Jets de Winnipeg          | Winnipeg     | 2-5   | 46-21-8       | 100 |
| 76 | 28 mars      | victoire                | Panthers de la Floride    | Montréal     | 3-2   | 47-21-8       | 102 |
| 77 | 30 mars      | défaite                 | Lightning de Tampa Bay    | Tampa Bay    | 3-5   | 47-22-8       | 102 |
| 78 | 2 avril      | défaite en fusillade    | Capitals de Washington    | Montréal     | 4-5   | 47-22-9       | 103 |
| 79 | 3 avril      | défaite en fusillade    | Devils du New Jersey      | New Jersey   | 2-3   | 47-22-10      | 104 |
| 80 | 5 avril      | victoire                | Panthers de la Floride    | Floride      | 4-1   | 48-22-10      | 106 |
| 81 | 9 avril      | victoire                | Red Wings de Détroit      | Montréal     | 4-3   | 49-22-10      | 108 |
| 82 | 11 avril     | victoire                | Maple Leafs de Toronto    | Toronto      | 4-3   | 50-22-10      | 110 |

- Victoire
- Défaite dans le temps réglementaire
- Défaite en prolongation ou en fusillade

### Statistiques
| Nom                        | Poste         | PJ | B  | A  | Pts | Pun |
| -------------------------- | ------------- | -- | -- | -- | --- | --- |
| Max Pacioretty             | Ailier gauche | 80 | 37 | 30 | 67  | 32  |
| Tomas Plekanec             | Centre        | 82 | 26 | 34 | 60  | 46  |
| Pernell Karl Subban        | Défenseur     | 82 | 15 | 45 | 60  | 74  |
| Andrei Markov              | Défenseur     | 81 | 10 | 40 | 50  | 38  |
| David Desharnais           | Centre        | 82 | 14 | 34 | 48  | 24  |
| Brendan Gallagher          | Ailier droit  | 82 | 24 | 23 | 47  | 31  |
| Alex Galchenyuk            | Centre        | 80 | 20 | 26 | 46  | 39  |
| Dale Weise                 | Ailier droit  | 79 | 10 | 19 | 29  | 34  |
| Lars Eller                 | Centre        | 77 | 15 | 12 | 27  | 42  |
| Pierre-Alexandre Parenteau | Ailier droit  | 56 | 8  | 14 | 22  | 30  |
| Brandon Prust              | Ailier gauche | 82 | 4  | 14 | 18  | 134 |
| Jiri Sekac                 | Ailier droit  | 50 | 7  | 9  | 16  | 18  |
| Alexei Emelin              | Défenseur     | 68 | 3  | 11 | 14  | 59  |
| Sergei Gonchar             | Défenseur     | 45 | 1  | 12 | 13  | 16  |
| Tom Gilbert                | Défenseur     | 72 | 4  | 8  | 12  | 30  |
| Nathan Beaulieu            | Défenseur     | 64 | 1  | 8  | 9   | 45  |
| Jeff Petry                 | Défenseur     | 19 | 3  | 4  | 7   | 10  |
| Jacob de la Rose           | Ailier gauche | 33 | 4  | 2  | 6   | 12  |
| Michaël Bournival          | Ailier gauche | 29 | 3  | 2  | 5   | 4   |
| Manny Malhotra             | Centre        | 58 | 1  | 3  | 4   | 12  |
| Mike Weaver                | Défenseur     | 31 | 0  | 4  | 4   | 6   |
| Brandon Pirri              | Centre        | 2  | 3  | 0  | 3   | 0   |
| Sven Andrighetto           | Ailier droit  | 12 | 2  | 1  | 3   | 0   |
| Devante Smith-Pelly        | Ailier droit  | 20 | 1  | 2  | 3   | 12  |
| Jarred Tinordi             | Défenseur     | 13 | 0  | 2  | 2   | 19  |
| René Bourque               | Ailier droit  | 13 | 0  | 2  | 2   | 6   |
| Christian Thomas           | Ailier gauche | 18 | 1  | 0  | 1   | 7   |
| Bryan Allen                | Défenseur     | 5  | 0  | 1  | 1   | 2   |
| Torrey Mitchell            | Centre        | 14 | 0  | 1  | 1   | 8   |
| Dustin Tokarski            | Gardien       | 17 | 0  | 1  | 1   | 0   |
| Carey Price                | Gardien       | 66 | 0  | 1  | 1   | 4   |
| Gabriel Dumont             | Centre        | 3  | 0  | 0  | 0   | 0   |
| Drayson Bowman             | Ailier gauche | 3  | 0  | 0  | 0   | 0   |
| Eric Tangradi              | Ailier gauche | 7  | 0  | 0  | 0   | 17  |
| Brian Flynn                | Centre        | 9  | 0  | 0  | 0   | 0   |
| Travis Moen                | Ailier gauche | 10 | 0  | 0  | 0   | 4   |
| Greg Pateryn               | Ailier gauche | 17 | 0  | 0  | 0   | 6   |

| Nom             | PJ | V  | D  | Pr. | Min  | BC  | Moy  | %Arr | Bl |
| --------------- | -- | -- | -- | --- | ---- | --- | ---- | ---- | -- |
| Carey Price     | 66 | 44 | 16 | 6   | 3977 | 130 | 1,96 | 93,3 | 9  |
| Dustin Tokarski | 17 | 6  | 6  | 4   | 1005 | 46  | 2.75 | 91   | 0  |

## Mouvements d'effectifs

### Transactions
| Date             | Détails | Détails                                                                                        |
| ---------------- | --- | ---------------------------------------------------------------------------------------------- |
| 28 juin 2014     | Aux Coyotes de l'Arizona Choix de 3e ronde (87e au total) en 2014 Choix de 4e ronde (117e au total) en 2014 | Aux Canadiens de Montréal Choix de 3e ronde (73e au total) en 2014                             |
| 30 juin 2014     | À l'Avalanche du Colorado Daniel Brière                                                                     | Aux Canadiens de Montréal Pierre-Alexandre Parenteau Choix de 5e ronde (131e au total) en 2015 |
| 1 juillet 2014   | Aux Sabres de Buffalo Josh Gorges                                                                           | Aux Canadiens de Montréal Choix de 2e ronde (45e au total) en 2016                             |
| 5 octobre 2014   | Aux Jets de Winnipeg Peter Budaj Patrick Holland                                                            | Aux Canadiens de Montréal Eric Tangradi                                                        |
| 11 novembre 2014 | Aux Stars de Dallas Travis Moen                                                                             | Aux Canadiens de Montréal Sergei Gonchar                                                       |
| 20 novembre 2014 | Aux Ducks d'Anaheim René Bourque                                                                            | Aux Canadiens de Montréal Bryan Allen                                                          |
| 24 février 2015  | Aux Ducks d'Anaheim Jiri Sekac                                                                              | Aux Canadiens de Montréal Devante Smith-Pelly                                                  |
| 2 mars 2015      | Aux Oilers d'Edmonton Choix de 2e ronde en (57e au total) 2015 Choix conditionnel de 5e ronde en 2015       | Aux Canadiens de Montréal Jeff Petry                                                           |
| 2 mars 2015      | Aux Sabres de Buffalo Choix de 5e ronde en (130e au total) 2016                                             | Aux Canadiens de Montréal Brian Flynn                                                          |
| 2 mars 2015      | Aux Sabres de Buffalo Jack Nevins Choix de 7e ronde en (190e au total) 2016                                 | Aux Canadiens de Montréal Torrey Mitchell                                                      |

### Signatures d'agents libres
| Joueur         | Date             | Contrat | Salaire     | Ancienne franchise        |
| -------------- | ---------------- | ------- | ----------- | ------------------------- |
| Manny Malhotra | 1er juillet 2014 | 1 an    | 850 000 $   | Hurricanes de la Caroline |
| Tom Gilbert    | 1er juillet 2014 | 2 ans   | 5 600 000 $ | Panthers de la Floride    |
| Jiri Sekac     | 1er juillet 2014 | 2 ans   | 2 700 000 $ | HC Lev Prague             |
| Joey MacDonald | 1er juillet 2014 | 1 an    | 600 000 $   | Flames de Calgary         |
| Drayson Bowman | 2 octobre 2014   | 1 an    | 575 000 $   | Hurricanes de la Caroline |

### Départs d'agents libres
| Joueur              | Date              | Contrat | Salaire      | Nouvelle franchise       |
| ------------------- | ----------------- | ------- | ------------ | ------------------------ |
| Joonas Nättinen     | 3 juin 2014       |         |              | MODO Hockey              |
| Thomas Vanek        | 1er juillet 2014  | 2 ans   | 19 500 000 $ | Wild du Minnesota        |
| Brian Gionta        | 1er juillet 2014  | 3 ans   | 12 750 000 $ | Sabres de Buffalo        |
| Michael Blunden     | 1er juillet 2014  | 1 an    | 600 000 $    | Lightning de Tampa Bay   |
| Devan Dubnyk        | 1er juillet 2014  | 1 an    | 800 000 $    | Coyotes de l'Arizona     |
| Nick Tarnasky       | 3 juillet 2014    | 2 ans   |              | Rangers de New York      |
| Martin Saint-Pierre | 24 juillet 2014   | 1 an    |              | KHL Medveščak Zagreb     |
| Ryan White          | 7 août 2014       | 1 an    | 575 000 $    | Flyers de Philadelphie   |
| Robert Czarnik      | 25 septembre 2014 | 1 an    |              | Fuel d'Indy              |
| Francis Bouillon    | 14 octobre 2014   | 1 an    |              | Hockey Club Ambrì-Piotta |
| Douglas Murray      | 20 janvier 2015   | 1 an    |              | Kölner Haie              |

### Prolongations de contrat
| Joueur              | Date             | Contrat | Salaire      |
| ------------------- | ---------------- | ------- | ------------ |
| Mike Weaver         | 1er juillet 2014 | 1 an    | 1 750 000 $  |
| Jérémy Grégoire     | 1er juillet 2014 | 3 ans   | 1 860 000 $  |
| Nikita Scherbak     | 21 juillet 2014  | 3 ans   | 3 625 000 $  |
| Lars Eller          | 24 juillet 2014  | 4 ans   | 14 000 000 $ |
| Pernell-Karl Subban | 2 août 2014      | 8 ans   | 72 000 000 $ |
| Brendan Gallagher   | 29 novembre 2014 | 6 ans   | 22 500 000 $ |
| Brett Lernout       | 19 décembre 2014 | 3 ans   | 2 055 000 $  |
| Mark MacMillan      | 12 avril 2015    | 2 ans   |              |
| Gabriel Dumont      | 1er juin 2015    | 1 an    |              |
| Morgan Ellis        | 1er juin 2015    | 1 an    |              |
| Jeff Petry          | 2 juin 2015      | 6 ans   | 33 000 000 $ |
| Nathan Beaulieu     | 13 juin 2015     | 2 ans   | 4 000 000 $  |
| Torrey Mitchell     | 15 juin 2015     | 3 ans   | 3 600 000 $  |

## Repêchage
| No  | Tour | Nom                | Nationalité | Position       |
| --- | ---- | ------------------ | ----------- | -------------- |
| 26  | 1er  | Nikita Scherbak    | Russie      | Ailier gauche  |
| 73  | 3e   | Brett Lernout      | Canada      | Défenseur      |
| 125 | 5e   | Nikolas Koberstein | Canada      | Défenseur      |
| 147 | 5e   | Daniel Audette     | Canada      | Centre         |
| 177 | 6e   | Hayden Hawkey      | États-Unis  | Gardien de but |
| 207 | 7e   | Jake Evans         | Canada      | Ailier droit   |